# Hradní vodovod v Praze
Hradní vodovod v Praze je zaniklá soustava staveb, které vedly vodu do Pražského hradu ze západní části Prahy a části okresu Praha-západ. Je po něm pojmenovaná ulice ve Střešovicích Nad Hradním vodojemem.

## Historie
Pražský hrad byl původně zásobován vodou z místních studní a pramenů a také vodou z povodí potoka Brusnice, který vyvěrá v benediktinském klášteře svaté Markéty, vzdáleném přibližně 4 kilometry západně od Hradu.
V 16. století vznikl vodovod na užitkovou vodu, který začínal na území obce Chýně. Zdejší prameniště bylo zdrojem vody rybníka Bašta, ze kterého tekla voda přes rybníky Nekejcovský, Břevský, Kala a Litovický a odtud Litovickým potokem do Ruzyně podél severozápadní zdi obory Hvězda do Liboce. Zde byl vybudován oddělovač vody, ze kterého odtékalo potřebné množství do rybníka zvaného Markétský a přebytečná voda byla odváděna do Šáreckého potoka. Z Markétského rybníka pak byla voda vedena otevřeným příkopem Vokovicemi, Veleslavínem a Střešovicemi do zásobního rybníka v Bažantnici na území Hradu a z něj pak rozváděna dřevěným potrubím do hradních zahrad, kde sloužila k zavlažování.

### Zámecký vodovod
Ferdinand I. (1503–1564) dal přivést vodu ze štoly z míst vinice Andělka; tuto štolu vyhloubil studnař Winkler v roce 1540. Vodovod vedl po vrstevnici přes Černínské pole do Královské zahrady.

### Královský hradní vodovod

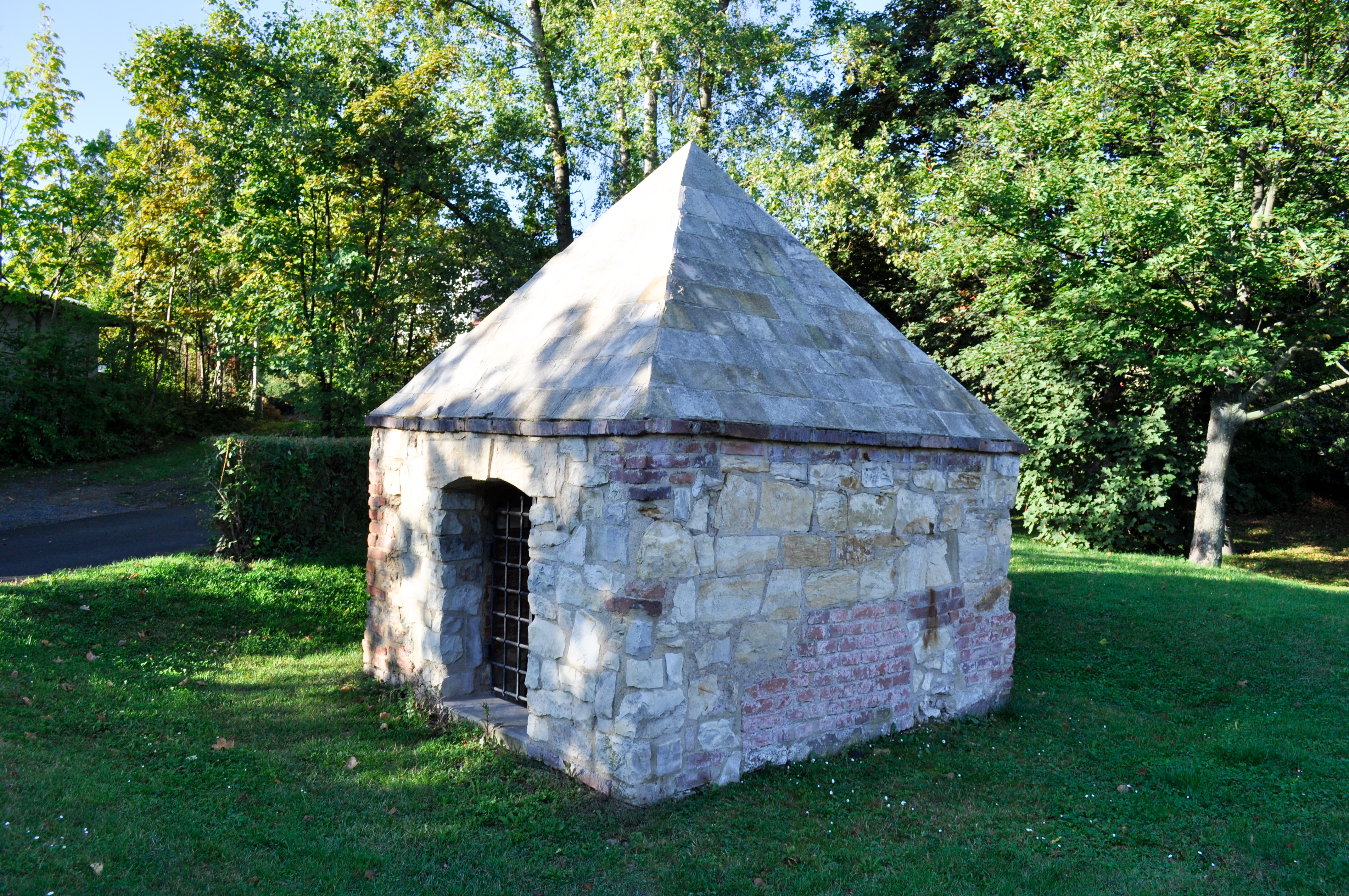
vodovodní domek

Královský hradní vodovod postavený mezi lety 1550 až 1573 přiváděl vodu z jímacích štol ve Střešovicích, Veleslavíně a Liboci. Tyto původně jedlové trubky o vnitřním průměru 85 mm byly posléze nahrazeny trubkami keramickými o vnitřním průměru 65 mm (na některých úsecích osazeny již od výstavby). Trubky byly uloženy do jílového lože 150–180 cm pod zemí. Vodovod vedl do císařské kuchyně, do kašny na Svatojiřském náměstí a do dalších hradních objektů.
Součástí tohoto systému byl kamenný domeček ve Veleslavíně, který sloužil pro potřeby nejdelší větve vodovodu z libocké štoly č. I. zvané Královská studánka (Královka). Postavil jej zedník Jásek v roce 1555 k čištění vody a rour (na objektu původně napsáno).
V provozu bylo 7 jímacích štol označených I. - VII. nebo místními názvy. Štoly č. II.-VI. jsou přibližně v 250 metrových intervalech pod pískovcovými skalami podél ulice Pod novým lesem. Délka jednotlivých štol kolísá od 21 do 132 metrů, délka celého vodovodu od Královky až ke starému paláci byla 6 km.
- č. I. (Královka), Liboc, v zahradě mateřské školy v ulici Sbíhavá[5]
- č. II. (U Klapků)
- č. III. (U Bahenského)
- č. IV. (Pod Strnadem)
- č. V. (Proti Strnadovi)
- č. VI. (Pod Buzkem), Veleslavín, napájí poměrně velký rybníček s ostrůvkem
- č. VII. (Zasypaná), Střešovice, asi sto metrů jižně od zvoničky, nefunkční

### Po roce 1918

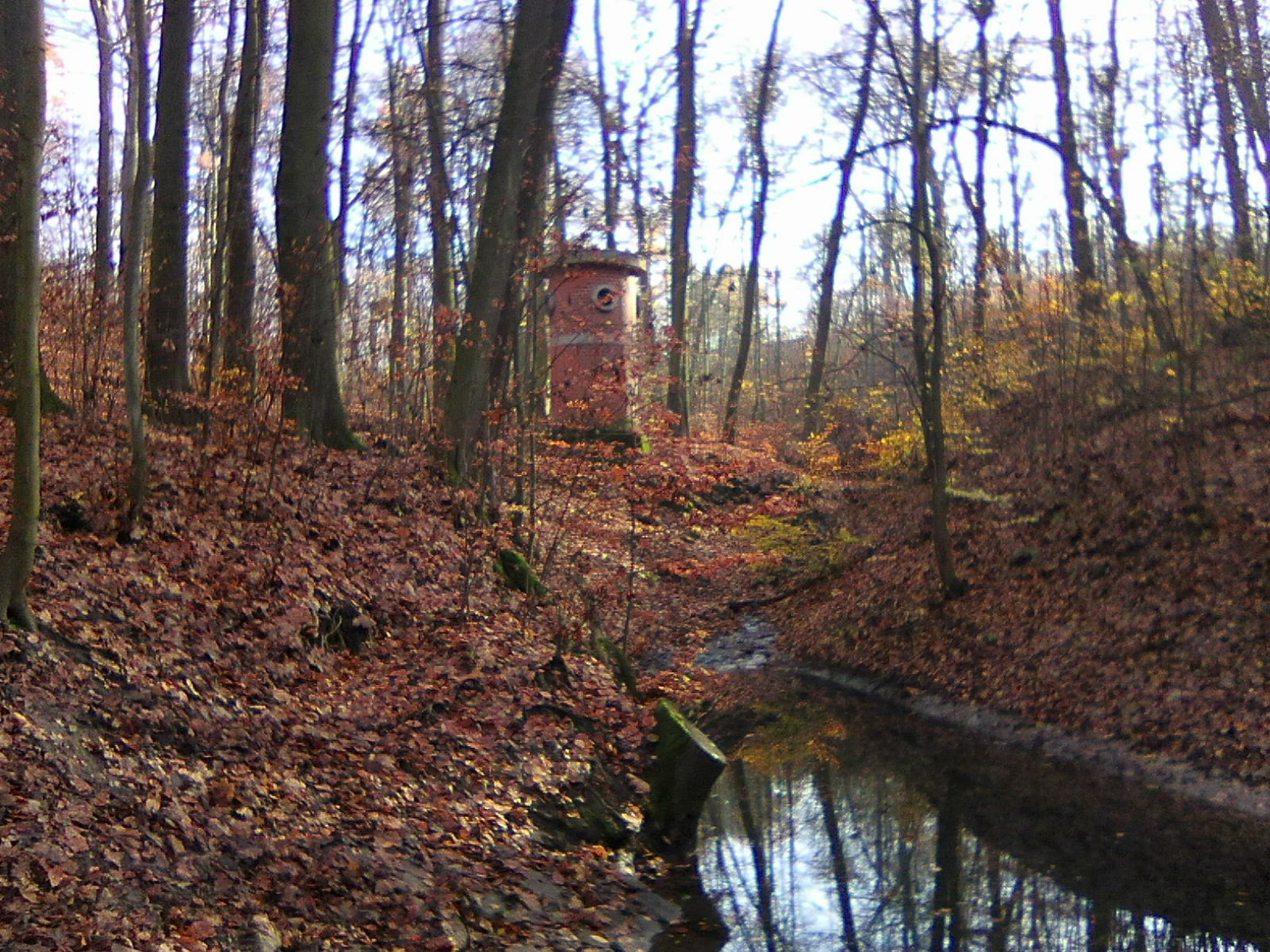
Studniční domek Světlička

V letech 1924–1926 byl v souvislosti s přestavbou Hradu vybudován nový vodojem na užitkovou vodu, do kterého vedla voda litinovým potrubím o průměru 300 mm z Libockého rybníka a souběžně bylo položeno potrubí o průměru 150 mm na pitnou vodu ze štol.
Roku 1930 byla v oboře Hvězda pro potřeby obnovovaného hradního vodovodu proražena vodovodní jímací štola Světluška (údajně nedokončeno); tato nepřístupná štola je dlouhá téměř 300 metrů. Od 50. let do roku 1974 napájela vodovod pro Ruzyni. Pravděpodobně již v rudolfínské době v místech Světlušky existovala kratší štola se šestibokou vížkou.